# نیکلاس زوله
نیکلاس زوله (به آلمانی: Niklas Süle) (متولد ۳ سپتامبر ۱۹۹۵) بازیکن فوتبال اهل آلمان است که برای باشگاه دورتموند بازی می‌کند.

## دوران باشگاهی

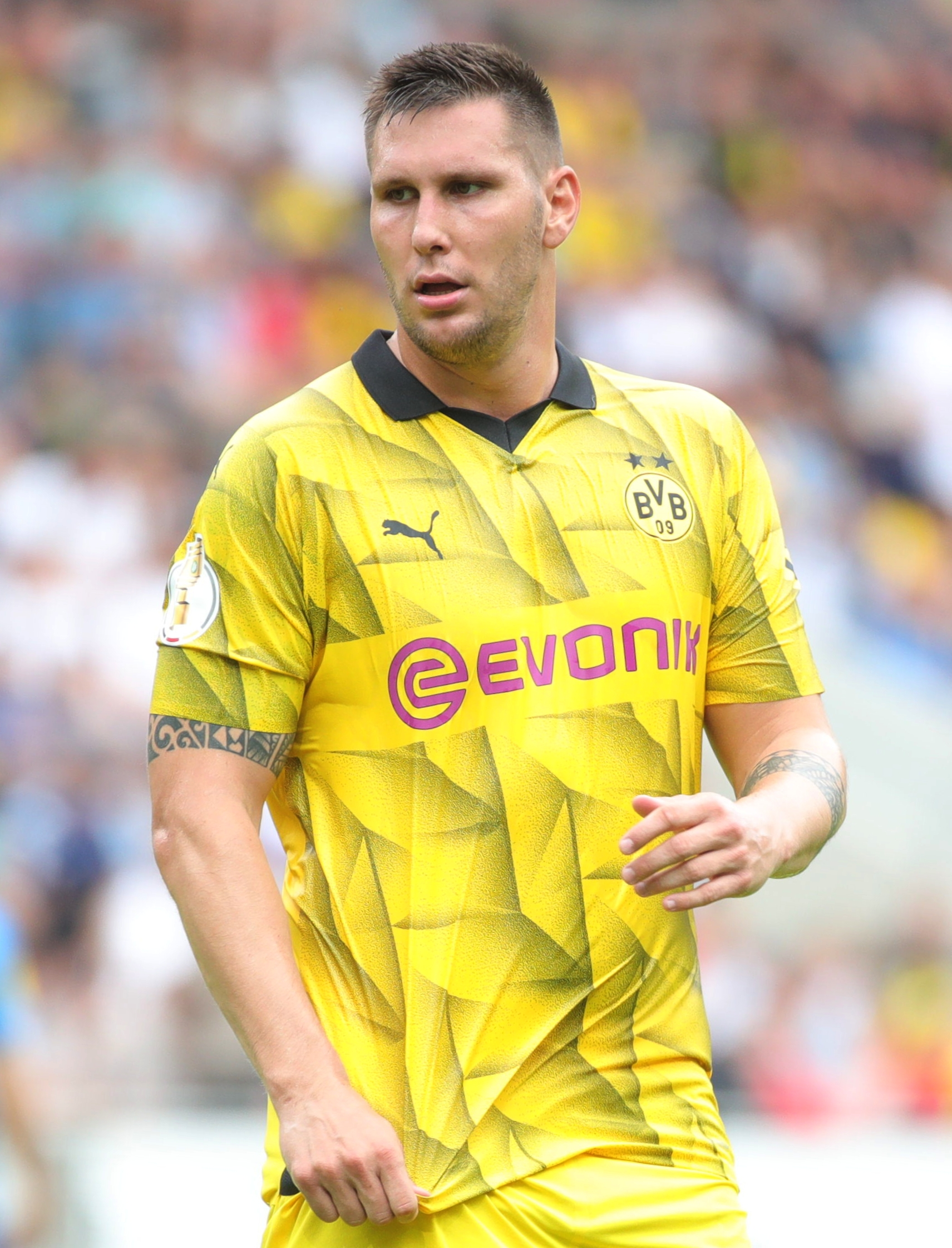
زوله در پیراهن دورتموند در سال ۲۰۲۴

سوله کار خود را با روت وایز وایدورف آغاز کرد. سپس، او به اینتراخت فرانکفورت رفت، جایی که او تا پایان فصل ۲۰۰۹–۲۰۰۸ در آن بازی کرد. پس از آن، او به دارمشتات ۹۸ فروخته شد، و تنها پس از یک نیم فصل به هوفنهایم پیوست.
در ۱۱ مه ۲۰۱۳، زوله اولین بازی خود برای هوفنهایم را در یک بازی بوندسلیگا برابر هامبورگ انجام داد. او در دقیقه یازده وارد زمین شد و به جای آندریاس لودویگ در دقیقه ۸۱ تعویض شد. هوفنهایم در آن بازی ۱–۴ شکست خورد.
زوله تابستان ۲۰۱۷ به تیم بایرن مونیخ پیوست. او شماره ۴ را بر تن کرد.

### هوفنهایم
در ۱۱ ماه مه ۲۰۱۳، سوله اولین بازی خود را برای هوفنهایم در بوندسلیگا و مقابل هامبورگ انجام داد. در فصل ۲۰۱۲–۲۰۱۳، سوله دو بازی پیاپی در بوندسلیگا برای تیمش گلزنی کرد.
در طول فصل ۲۰۱۳–۱۴، سوله به یکی از مهمترین بازیکنان تیمش تبدیل شد و در ۲۵ بازی بوندسلیگا، موفق به زدن چهارگل شد و در پایان آن فصل هوفنهایم در رده ۹ جدول قرار گرفت.
سوله در ۱۴ بازی از فصل ۱۵–۲۰۱۴ بوندسلیگا به طول کامل بازی کرد اما در ۱۲ دسامبر ۲۰۱۴، در بازی مقابل آینتراخت فرانکفورت رباط پاره کرد تا ادامه فصل را از دست بدهد.
سول برای فصل ۲۰۱۵–۱۶ در ۳۳ بازی هوفنهایم بازی کرد و هوفنهایم در ان فصل جایگاه ۱۵ جدول را بدست آورد.
او در فصل ۱۷–۲۰۱۶ عملکرد چشمگیری از خود به جای گذاشت. هوفنهایم در آن فصل به رتبه ۴ جدول رسید و باشگاه‌هایی مانند بایرن مونیخ و چلسی، تمایل به خرید وی داشتند.
در تاریخ ۱۵ ژانویه ۲۰۱۷، بایرن مونیخ اعلام کرد که با سوله و هم تیمی اش سباستین رودی قرار داد امضا کرده‌است و این دو در ۱ ژوئیه ۲۰۱۷ به بایرن مونیخ پیوستند.

### بایرن مونیخ

#### فصل ۱۸–۲۰۱۷
زوله در اولین بازی بایرن در بوندسلیگا موفق به گلزنی شد و نخستین گل بوندسلیگای آن فصل را به ثمر رساند. اولین تجربه بازی وی در لیگ قهرمانان اروپا مقابل تیم اندرلخت بلژیک در تاریخ ۲۷ سپاتمبر رقم خورد. سوله در ۲۷ بازی بوندسلیگا بازی کرد و دو گل زد و ۹ بار نیز در ترکیب بایرن برای بازی‌های لیگ قهرمانان بود.
سوله اولین جام قهرمانی بوندسلیگای خود را نیز در همان فصل بدست آورد. وی همچنین همراه با بایرن به فینال جام حذفی المان رسید اما، در آنجا مغلوب تیم آینتراخت فرانکفورت با نتیجه ۳–۱ شد.

#### فصل ۱۹–۲۰۱۸
سوله فصل جدید را با بازی در سوپرجام آلمان آغاز کرد که بایرن با نتیجه ۵–۰ پیروز شد. در ۲۰ آوریل ۲۰۱۹ سوله اولین گل خود برای بایرن در این فصل بوندسلیگا را مقابل وردربرمن زد.
در ۱۸ می، سوله دومین عنوان قهرمان بوندسلیگا را با بایرن بدست آورد. یک هفته بعد نیز در جریان پیروزی بایرن مقابل آر بی لایپزیگ در فینال جام حذفی المان نیز حضور داشت.
سوله ۳۱ بازی بوندسلیگا را در این فصل بازی کرد و ۹۵ درصد پاس‌هایش به مقصد رسیده بودند. سوله در طول فصل برای بایرن در رقابت‌های مختلف ۴۲ بازی انجام داد و ۲ گل زد.

## تیم ملی
او با زیر ۱۷ سال آلمان در مسابقات جام ملتهای اروپا زیر ۱۷ سال در سال ۲۰۱۲ شرکت کرد. زوله در تیم ملی آلمان برای بازی‌های المپیک تابستانی ۲۰۱۶ نیز حضور داشت.
او برای اولین بار در آگوست سال ۲۰۱۶ به تیم ملی آلمان برای بازی مقابل نروژ و فنلاند دعوت شد و در دقیقه ۵۹ مقابل فنلاند به میدان آمد.
او در سال ۲۰۱۷ توانست همراه با تیم ملی آلمان در جام کنفدراسیون‌ها قهرمان شود.
زوله جزو لیست ۲۳ نمره یوآخیم لوو برای حضور در جام جهانی ۲۰۱۸ بود. در ۲۷ ژوئن، وی به همراه تیم ملی آلمان با شکست فاجعه بار ۲–۰ مقابل کره جنوبی، برای اولین بار از سال ۱۳۹۳ در مرحله گروهی جام جهانی به همراه آلمان حذف شد.

## زندگی شخصی
هنگامی که یک نوجوان بود، به زوله برای حضور در تیم ملی زیر ۱۶ ساله‌های ترکیه پیشنهاد داده شد. اگرچه نام خانوادگی او به نظر می‌رسد که ترک است، اما در واقع ریشه ای مجارستانی دارد. او همچنین واجد بازی برای تیم ملی مجارستان نیز بوده‌است.